# Damon Harrison
Damon Paul „Snacks“ Harrison (* 29. November 1988 in New Iberia, Louisiana) ist ein ehemaliger US-amerikanischer American-Football-Spieler auf der Position des Nose Tackles. Er spielte in der National Football League (NFL) für die New York Jets, die New York Giants, die Detroit Lions, die Seattle Seahawks und die Green Bay Packers.

## Frühe Jahre
Harrison besuchte die Lake Charles Boston High School in Lake Charles, Louisiana. Dort war er in der Football-, Basketball- und Leichtathletikmannschaft der Schule aktiv. In seinen ersten Jahren war er primär als Shooting Guard in der Basketballmannschaft aktiv, ehe er sich verletzte und während seiner Verletzungspause ca. 20 Kilogramm zunahm. Daraufhin entschied er sich in seinem letzten Jahr, für die Footballmannschaft der Schule aktiv zu werden. Er wurde sowohl in der Offensive als auch in der Defensive Line eingesetzt. Trotz seiner mangelnden Erfahrung konnte er direkt überzeugen, so wurde er ins First-Team All-Southwest Louisiana und sowohl zum Most Valuable Player der Offense als auch der Defense der Lake Charles Boston High School gewählt. Nach seinem Highschoolabschluss erhielt er allerdings keine Stipendienangebote. Daraufhin wurde er kurzzeitig Student am Northwest Mississippi Community College, ehe er das Studium abbrach und bei Walmart arbeitete. Dennoch erhielt er kurz später ein Stipendienangebot der William Penn University in Oskaloosa, Iowa, da dort ein ehemaliger Assistenztrainer von ihm inzwischen arbeitete. Dort kam er in insgesamt 44 Spielen zum Einsatz. Dabei war er erfolgreich und wurde 2011 ins NAIA First-Team All-American gewählt. Zusätzlich war er 2011 Teil des First-Team All-MSFA und 2009 und 2010 des Second-Team All-MSFA.

## NFL

### New York Jets
Beim NFL-Draft 2012 wurde Harrison nicht ausgewählt. Daraufhin unterschrieb er vor der Saison 2012 einen Vertrag bei den New York Jets. Dort kam er allerdings im ersten Jahr kaum zum Zug und kam in lediglich 5 Spielen zum Einsatz. Sein NFL-Debüt war die 17:23-Niederlage gegen die Houston Texans am 5. Spieltag. Vor der Saison 2013 profitierte er jedoch vom Abgang von Siona Pouha und der Verletzung von Kenrick Ellis. Daraufhin wurde er Stammspieler als Defensive Tackle und kam in der Saison 2013 in allen 16 Spielen zum Einsatz, dabei stets als Starter. Am 7. Spieltag konnte er beim 30:27-Sieg gegen die New England Patriots seinen ersten Sack in der NFL verzeichnen, bei dem er Quarterback Tom Brady zu Fall brachte. In seiner ersten richtigen Saison als Spieler konnte er insgesamt 66 Tackles verzeichnen. Auch in der Saison 2014 kam er für die Jets in allen 16 Spielen als Starter zum Einsatz, erreichte dabei aber lediglich 55 Tackles und keinen Sack mehr. Auch unter einem neuen Head Coach bei den Jets, Todd Bowles, blieb Harrison in der Saison 2015 Stammspieler und kam in allen 16 Spielen als Starter zum Einsatz. Am 11. Spieltag konnte er bei der 17:24-Niederlage gegen die Houston Texans insgesamt 12 Tackles verzeichnen, das ist bis heute sein Karrierehöchstwert. Bei der 17:23-Niederlage gegen die Buffalo Bills am 17. Spieltag konnte er seinen ersten Fumble in der NFL erzwingen, dieser war von Mike Gillislee zu Beginn des 3. Quarters und wurde schließlich von Darrelle Revis aufgenommen. Trotz 10 Siegen und nur 6 Niederlagen konnte er sich mit den Jets in dieser Saison nicht für die Playoffs qualifizieren.

### New York Giants
Am 9. März 2016 unterschrieb er einen Vertrag über 5 Jahre und 30 Millionen US-Dollar beim anderen Footballteam der Stadt New York City, den New York Giants. Auch dort wurde er auf Anhieb Stammspieler. Sein Debüt gab er beim 20:19-Sieg gegen die Dallas Cowboys am 1. Spieltag, bei dem er 5 Tackles verzeichnete. Am 7. Spieltag hatte er beim 17:10-Sieg gegen die Los Angeles Rams seinen ersten Sack für die Giants, als er den Quarterback der Rams, Case Keenum, zu Fall brachte. Insgesamt erreichte er in seiner ersten Saison für die Giants 86 Tackles, 2,5 Sacks und konnte einen Fumble erzwingen. Aufgrund dieser starken Leistungen wurde er ins First-Team All-Pro berufen. Zusätzlich konnte er mit den Giants in dieser Saison 11 Spiele gewinnen und verlor dabei nur 5. Somit konnten sie sich für die Playoffs qualifizieren. Dort gab Harrison in der 1. Runde bei der 13:38-Niederlage gegen die Green Bay Packers sein Debüt, bei der er 5 Tackles verzeichnen konnte. Nach der Saison wurde er von der NFL als 96. bester Spieler 2017 eingestuft. Am 11. Spieltag der Saison 2017 konnte er beim 12:9-Sieg gegen die Kansas City Chiefs seine erste Interception in der NFL fangen, diese war von Alex Smith geworfen worden. Insgesamt spielte Harrison in jedem möglichen Spiel für die Giants von Beginn an.

### Detroit Lions
Allerdings wurde er am 24. Oktober 2018 im Austausch gegen ein Auswahlrecht in der fünften Runde des nächsten Drafts zu den Detroit Lions getradet. Dort gab er direkt am nächsten Wochenende bei der 14:28-Niederlage gegen die Seattle Seahawks sein Debüt, bei dem er 7 Tackles und einen Sack an Quarterback Russell Wilson verzeichnen konnte. Am 12. Spieltag konnte er bei der 16:23-Niederlage gegen die Chicago Bears insgesamt 1,5 Sacks an Chase Daniel erreichen, sein Karrierehöchstwert an Sacks in einem Spiel. Da die Lions zum Zeitpunkt des Trades im Oktober ihre spielfreie Woche schon hinter sich hatten, die Giants aber noch nicht, ist er einer der wenigen Spieler, die in 17 Spielen in der Regular Season in einer Saison zum Einsatz kamen. Auch in der folgenden Saison war er Stammspieler bei den Lions und kam in 15 Spielen zum Einsatz. Allerdings verpasste er das Spiel gegen die Chicago Bears am 13. Spieltag aufgrund einer Verletzung an der Leiste. Es war das erste Spiel seit der Saison 2012, das er verpasste. Am 21. Februar 2020 wurde er von den Lions entlassen.

### Seattle Seahawks
Daraufhin fand er zunächst kein neues Team in der Liga. Am 7. Oktober 2020 unterschrieb er einen Vertrag bei den Seattle Seahawks, zunächst nur im Practice Squad. Allerdings wurde er regelmäßig auch in den Spieltagskader aufgenommen. Sein Debüt für sein neues Team gab er am 10. Spieltag der Saison 2020 bei der 16:23-Niederlage gegen die Los Angeles Rams. Nichtsdestotrotz wurde er am 28. Dezember 2020 nach nur 6 Einsätzen von den Seahawks schon wieder entlassen.

### Green Bay Packers
Daraufhin wurde er von den Green Bay Packers über die Waiver-Liste unter Vertrag genommen. Für sie gab er am letzten Spieltag der Saison beim 35:16-Sieg gegen die Chicago Bears sein Debüt. Harrison kam für die Packers auch zweimal in den Play-offs zum Einsatz, sein Vertrag lief mit dem Saisonende aus. Am 13. November 2021 gab Harrison sein Karriereende bekannt.

## Karrierestatistiken
| Legende | Legende            |
| ------- | ------------------ |
| Fett    | Karrierehöchstwert |

### Regular Season
| Saison                             | Team             | Spiele | Spiele  | Tackles | Tackles | Tackles | Tackles | Tackles | Interceptions | Interceptions | Interceptions | Interceptions | Interceptions | Interceptions | Fumbles   | Fumbles  | Fumbles |
| Saison                             | Team             | Gesamt | Starter | Gesamt  | Solo    | Assist  | Sack    | Safety  | PD            | Int           | Yards         | Avg           | Lang          | TD            | erzwungen | recovert | TD      |
| ---------------------------------- | ---------------- | ------ | ------- | ------- | ------- | ------- | ------- | ------- | ------------- | ------------- | ------------- | ------------- | ------------- | ------------- | --------- | -------- | ------- |
| 2012                               | Jets             | 5      | 0       | 0       | 0       | 0       | 0,0     | 0       | 0             | 0             | 0             | 0,0           | 0             | 0             | 0         | 0        | 0       |
| 2013                               | Jets             | 16     | 16      | 66      | 36      | 30      | 1,0     | 0       | 2             | 0             | 0             | 0,0           | 0             | 0             | 0         | 0        | 0       |
| 2014                               | Jets             | 16     | 16      | 55      | 30      | 25      | 0,0     | 0       | 0             | 0             | 0             | 0,0           | 0             | 0             | 0         | 0        | 0       |
| 2015                               | Jets             | 16     | 16      | 72      | 39      | 33      | 0,5     | 0       | 0             | 0             | 0             | 0,0           | 0             | 0             | 1         | 0        | 0       |
| 2016                               | Giants           | 16     | 16      | 86      | 55      | 31      | 2,5     | 0       | 1             | 0             | 0             | 0,0           | 0             | 0             | 1         | 0        | 0       |
| 2017                               | Giants           | 16     | 16      | 76      | 51      | 25      | 1,5     | 0       | 3             | 1             | 9             | 9,0           | 9             | 0             | 0         | 0        | 0       |
| 2018                               | Giants           | 7      | 7       | 31      | 15      | 16      | 0,0     | 0       | 0             | 0             | 0             | 0,0           | 0             | 0             | 1         | 0        | 0       |
| 2018                               | Lions            | 10     | 9       | 50      | 37      | 13      | 0,0     | 0       | 1             | 0             | 0             | 0,0           | 0             | 0             | 1         | 1        | 0       |
| 2019                               | Lions            | 15     | 15      | 49      | 29      | 20      | 2,0     | 0       | 3             | 0             | 0             | 0,0           | 0             | 0             | 0         | 0        | 0       |
| 2020                               | Seahawks         | 6      | 0       | 9       | 3       | 6       | 0,0     | 0       | 0             | 0             | 0             | 0,0           | 0             | 0             | 1         | 0        | 0       |
| 2020                               | Packers          | 1      | 0       | 0       | 0       | 0       | 0,0     | 0       | 0             | 0             | 0             | 0,0           | 0             | 0             | 0         | 0        | 0       |
| Gesamte Karriere                   | Gesamte Karriere | 124    | 111     | 494     | 295     | 199     | 11,0    | 0       | 10            | 1             | 9             | 9,0           | 9             | 0             | 5         | 1        | 0       |
| Quelle: pro-football-reference.com |                  |        |         |         |         |         |         |         |               |               |               |               |               |               |           |          |         |

### Postseason
| Saison                             | Team             | Spiele | Spiele  | Tackles | Tackles | Tackles | Tackles | Tackles | Interceptions | Interceptions | Interceptions | Interceptions | Interceptions | Interceptions | Fumbles   | Fumbles  | Fumbles |
| Saison                             | Team             | Gesamt | Starter | Gesamt  | Solo    | Assist  | Sack    | Safety  | PD            | Int           | Yards         | Avg           | Lang          | TD            | erzwungen | recovert | TD      |
| ---------------------------------- | ---------------- | ------ | ------- | ------- | ------- | ------- | ------- | ------- | ------------- | ------------- | ------------- | ------------- | ------------- | ------------- | --------- | -------- | ------- |
| 2016                               | Giants           | 1      | 1       | 5       | 4       | 1       | 0,0     | 0       | 0             | 0             | 0             | 0,0           | 0             | 0             | 0         | 0        | 0       |
| 2020                               | Packers          | 2      | 0       | 1       | 0       | 1       | 0,0     | 0       | 0             | 0             | 0             | 0,0           | 0             | 0             | 0         | 0        | 0       |
| Gesamte Karriere                   | Gesamte Karriere | 3      | 1       | 6       | 4       | 1       | 0,0     | 0       | 0             | 0             | 0             | 0,0           | 0             | 0             | 0         | 0        | 0       |
| Quelle: pro-football-reference.com |                  |        |         |         |         |         |         |         |               |               |               |               |               |               |           |          |         |